# Synchrogazer
「Synchrogazer」（シンクロゲイザー）は、水樹奈々の26枚目のシングル。2012年1月11日にキングレコードから発売された。

## 概要
前作「純潔パラドックス」から約5ヶ月ぶりのリリースであり、2012年1枚目のシングル。初回製造盤はカラーデジパック仕様である。
表題曲「Synchrogazer」は、テレビアニメ『戦姫絶唱シンフォギア』のオープニングテーマに起用された。水樹のシングル表題曲がテレビアニメの主題歌に起用されるのは前作「純潔パラドックス」から2作連続。同アニメの第1話と第12話エンディングでは、前奏を追加したバージョンを挿入歌として使用しており、このバージョンは「Aufwachen Form」としてアルバム『ROCKBOUND NEIGHBORS』に収録されている。更にタイトルがそのまま同アニメの最終必殺技の技名に採用された。
カップリング曲の「Love Brick」は、テレビドラマ『スイッチガール!!』の主題歌に起用された。水樹の楽曲がテレビドラマの主題歌に起用されるのは初。なお、同作への起用は同ドラマのプロデューサーの東康之からの思いから決定したという。本作のタイアップという関係で、2月3日放送分のフジテレビ系「僕らの音楽 Our Music」でこの曲を披露した。声優アーティストが同音楽番組に出演するのはこの回が初となった。
PVについて、衣装は前作「純潔パラドックス」に続き竹田団吾が手掛けている。また、同PVは2012年1月1日にGYAO!で先行配信された。
ディスクジャケットのデザインは、表題曲「Synchrogazer」の世界観にリンクするクールかつサイバーな格好いい雰囲気のジャケットイメージになっている。
公の場で表題曲を初披露したのは、2011年12月3日、12月4日に東京ドームで開催された自身のコンサート『アニメロミックス presents NANA MIZUKI LIVE CASTLE 2011 -QUEEN'S NIGHT- / -KING'S NIGHT- supported by JOYSOUND×UGA Calbee ポテリッチ』であった。

## チャート成績
2012年1月23日付のオリコン週間シングルチャートで2位を記録。初動売上は約5.1万枚を記録し、前作「純潔パラドックス」と同水準の売り上げを記録した。水樹のシングル作品が同チャートへのTOP3入りを果たすのは18枚目のシングル「Trickster」から9作連続。
オリコンデイリーチャートでは2012年1月10日付から1月14日付まで5日連続で2位を記録した。また、1月15日付から1月16日付までは3位にランクインしており7日連続でデイリーチャートTOP3入りを果たした。
2012年1月23日付のBillboard JAPAN HOT 100で2位、Billboard Hot Animationで首位を記録した。なお、水樹の作品がBillboard JAPAN HOT 100へのTOP3入りを果たす事は前作「純潔パラドックス」から2作連続、Billboard Hot Animationで首位を獲得するのは「POP MASTER」から3作連続。

## 批評
リッスンジャパンは、「ド派手なシンセ音と高速の四つ打ちトラック、そして何より水樹のノーブルながら力強い歌声が印象に残るハイテンション・チューン」と評した
CDジャーナルは、「回転数を間違えたかと思うほどの過呼吸気味のビートに、ジェットコースターのようなくらくらするメロディラインが特徴のリズムマシーン曲である。」と評した。

## 収録曲
1. Synchrogazer [4:27]
  - 作詞：水樹奈々、作曲・編曲：上松範康（Elements Garden）
  - テレビアニメ『戦姫絶唱シンフォギア』オープニングテーマ[21]。
  - 水樹曰く、「コンサートで盛り上がれる格好いい曲」とのこと[1]。
2. Love Brick [4:44]
  - 作詞：meg rock・水樹奈々・SAYURI、作曲・編曲：齋藤真也
  - テレビドラマ『スイッチガール!!』主題歌
  - 起用された『スイッチガール!!』は原作が漫画作品であることから、水樹は「作品への感情移入がしやすく、楽しく楽曲製作を行えた。」と語っている[9][10][11][12][13]。
  - ガーリーかつポップでキャッチーなメロディーであり、ライブでファンとコールアンドレスポンスが出来るキュートな曲であるという[2]。
3. 理想論 [4:56]
  - 作詞：藤林聖子、作曲：Yu-pan.、編曲：藤間仁（Elements Garden）
  - 2011年12月3日、12月4日に東京ドームで開催された『アニメロミックス presents NANA MIZUKI LIVE CASTLE 2011 -QUEEN'S NIGHT- / -KING'S NIGHT- supported by JOYSOUND×UGA Calbee ポテリッチ』が行われる以前に本作の3曲目の楽曲は別に収録してあったが、水樹の希望で本曲に変更されたという[3]。
  - 大人の雰囲気が漂う曲であり、詞は恋愛模様が描かれている[3]。

## 収録アルバム
| 曲名         | アルバム                | 発売日         | 備考                                            |
| ------------ | ----------------------- | -------------- | ----------------------------------------------- |
| Synchrogazer | 『ROCKBOUND NEIGHBORS』 | 2012年12月12日 | 9thオリジナルアルバム、Aufwachen Formとして収録 |
| Synchrogazer | 『THE MUSEUM III』      | 2018年1月10日  | 3rdベストアルバム                               |

### DVD、Blu-ray Disc
| 発売日         | タイトル                                                 | 備考                          |
| Synchrogazer   | Synchrogazer                                             | Synchrogazer                  |
| -------------- | -------------------------------------------------------- | ----------------------------- |
| 2012年5月2日   | NANA MIZUKI LIVE CASTLE×JOURNEY                          | 11作目のライブ・ビデオ。      |
| 2013年5月1日   | NANA MIZUKI LIVE GRACE -OPUS II-×UNION                   | 12作目のライブ・ビデオ。      |
| 2013年12月11日 | NANA CLIPS 6                                             | 6作目のミュージッククリップ。 |
| 2014年5月28日  | NANA MIZUKI LIVE CIRCUS×CIRCUS+×WINTER FESTA             | 13作目のライブ・ビデオ。      |
| 2016年9月14日  | NANA MIZUKI LIVE GALAXY -FRONTIER-                       | 17作目のライブ・ビデオ。      |
| 2017年11月15日 | NANA MIZUKI LIVE ZIPANGU×出雲大社御奉納公演 〜月花之宴〜 | 19作目のライブ・ビデオ。      |
| Love Brick     |                                                          |                               |
| 2013年5月1日   | NANA MIZUKI LIVE GRACE -OPUS II-×UNION                   | 12作目のライブ・ビデオ。      |
| 2014年5月28日  | NANA MIZUKI LIVE CIRCUS×CIRCUS+×WINTER FESTA             | 13作目のライブ・ビデオ。      |
| 2016年9月14日  | NANA MIZUKI LIVE GALAXY -FRONTIER-                       | 17作目のライブ・ビデオ。      |
| 理想論         |                                                          |                               |
| 2013年5月1日   | NANA MIZUKI LIVE GRACE -OPUS II-×UNION                   | 12作目のライブ・ビデオ。      |

## クレジット
| mastered by                          | HIROSHI KAWASAKI（FLAIR）            |
| Synchrogazer                         |                                      |
| guitars                              | NOZOMU KANOW                         |
| guitars                              | HISAYOSHI KONDOH                     |
| strings                              | DAISENSEI MUROYA STRINGS             |
| tone editor                          | DAISUKE KIKUTA（Elements Garden）    |
| all other instrumental & programming | NORIYASU AGEMATSU（Elements Garden） |
| recorded & mixed by                  | HISAYOSHI KONDOH                     |
| recorded & mixed at                  | Hitokuchi-zaka studio                |
| recorded & mixed at                  | sunrise studio                       |
| recorded & mixed at                  | ARIA studio                          |
| production management                | ASAMI SUITA（ARIA entertainment）    |
| associate directed by                | SEIMA IWAHASHI（Elements Garden）    |
| directed by                          | NORIYASU AGEMATSU（Elements Garden） |
| Love Brick                           |                                      |
| keyboards & programming              | SHINYA SAITO                         |
| guitars                              | YUYA EBISAWA                         |
| bass                                 | KATSUHIKO KUROSU                     |
| drums                                | SHUNTARO KADO                        |
| chorus                               | SHIHORI                              |
| recorded & mixed by                  | EIICHI NISHIZAWA（Studio Rine）      |
| recorded at                          | STUDIO Somewhere                     |
| mixed at Studio                      | Sound DALI                           |
| directed by                          | KAZUMA JO（directiv）                |
| 理想論                               |                                      |
| guitars                              | MASAKI SUZUKI                        |
| strings                              | DAISENSEI MUROYA STRINGS             |
| all other instruments & programming  | HITOSHI FUJIMA（Elements Garden）    |
| recorded & mixed by                  | HISAYOSHI KONDOH                     |
| recorded at                          | sony music studios tokyo             |
| recorded at                          | Hitokuchi-zaka studios               |
| mixed at                             | sunrise studio                       |
| production management                | ASAMI SUITA（ARIA entertainment）    |
| directed by                          | HITOSHI FUJIMA（Elements Garden）    |

## カバー
- Roselia［湊友希那（相羽あいな）］ - 2021年3月21日にゲーム『バンドリ! ガールズバンドパーティ!』に追加収録[22]。

- Photon Maiden - 2022年発売のアルバム『D4DJ Groovy Mix カバートラックス vol.4』に収録[23]。